# Paczoskia obtecta
Paczoskia obtecta är en insektsart som beskrevs av Carl Julius Bernhard Börner 1950. Paczoskia obtecta ingår i släktet Paczoskia och familjen långrörsbladlöss. Inga underarter finns listade i Catalogue of Life.